# Сміх (новела)
«Сміх» — новела Михайла Коцюбинського, написана у лютому 1906 року.
У ній описується епізод з життя родини адвоката, що переховується в своєму будинку від подій революції 1905—1906 років.

## Історія створення
Новела «Сміх» написана Михайлом Коцюбинським у лютому 1906 року у Чернігові під враженням революційних подій 1905—1906 років. Твір був опублікований у журналі «Нова громада», який фінансував український громадський діяч Євген Чикаленко.

## Сюжет
Відомий у місті адвокат Чубинський виступає на мітингах, критикує уряд, у своїх промовах захищає інтереси робітників. Та одного разу він прокидається і бачить, що вікна в його будинку зачинені, а Наталя, його дружина, стривожено прислухується до шуму на вулиці. Містом пройшли чутки, що збираються темні люди, будуть бити всіх, хто проти уряду та ніби вже складені списки. Їхня родина також у цьому списку.
Наталя наказує наймичці Варварі нікуди не виходити, віконниць не відчиняти, дітям — сидіти тихо. Тривога та страх охоплюють родину. Чубинського таке становище дратує, але він розуміє, що дружина робить  правильно. Час йде в тривожному очікуванні та коли щось сильно гуркотить  у віконницю, всі ніби німіють. Але то приходе студент Горбачевський, знайомий Чубинських. Він розповідає, що у місті, на базарі, роздають горілку, проходять якійсь таємні наради, ходять люди з суворими обличчями та хижими очима, збираються бити «раторів» та «домократів».
В цей час до оселі заходить ще одна знайома Чубинських, яка своєю розповіддю тільки посилює страх та тривогу. Вона розповідає, що бачила, як на вулиці жорстоко побили студента, як в селі знищили хату жінки, сини якої виступали проти уряду…
На вулиці чути галас і Чубинський збирається йти туди. Тоді всі кричать на нього притишеними голосами, кажуть, що він не повинен виходити. Тим часом галас затихає… Варвара, на прохання Чубинського уводить дітей в іншу кімнату.
Гості та хазяї хвалять Варвару, називаючи її золотою жінкою. Та невдовзі гості уходять і Чубинські залишаються самі. Наталя пригноблена і Чубинський намагається її заспокоїти.
Раптом лунає різкий дзвінок. Чубинський гукає Варвару, і вона повідомляє, що прийшов доктор.
Доктор кричить, що в місті дуже погано, поліції немає, все віддано п'яній юрбі, яка б'є тих, хто проти самодержавства. Він пропонує брати зброю, збиратися біля Думи та одбиватися. Але Чубинський відмовляється, посилаючись на відсутність зброї. Тоді у розпачі доктор уходить і звинувачує Чубинського, що той тільки і вміє говорити промови.
Після цього Чубинського охоплює страх. Але він лякається ще більше, коли чує, що наймичка Варвара починає сміятися. Вона радіє, що почали бити панів. Потім вона йде до кухні. Чубинський біжить за нею… І бачить те, чого не помічав раніше: старий одяг Варвари, її втомлений погляд, брудну кухню… її сумне життя у ярмі.
Йому стає душно, він не може говорити. Чубинський відчиняє вікно і ловить холодне повітря…

## Критика
Максим Горький назвав «Сміх» «сильною та страшною річчю».
Сучасний дослідник історії, редактор відділу історії газети «День» Ігор Сюндюков, вважає, що в новелі «швидше, йдеться про дивовижне передбачення видатним творцем майбутніх „больових точок“ історії, а втім, хіба лише історії?.. Це невеличке оповідання здатне суттєво полегшити пошуки відповідей і на пекучі проблеми сьогодення»